# Pontus De la Gardie

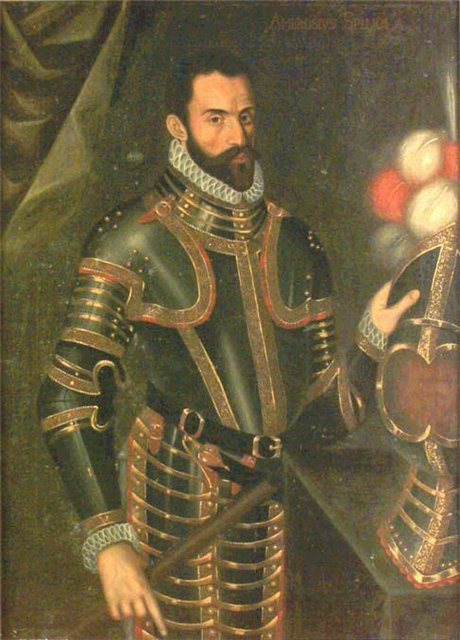
Pontus De la Gardie (1520–1585)

Pontus De la Gardie, właściwie Ponce d’Escouperie (ur. w 1520 w Russol w Aude, zm. 5 listopada 1585 niedaleko Narwy) – francuski szlachcic i najemnik, m.in. w służbie króla Szwecji.

## Życiorys
Urodzony we Francji na zamku Russol w Langwedocji, syn Jacques'a d’Escouperie i Catharine de Sainte-Colombe, swoje doświadczenie wojenne zdobywał we Włoszech pod dowództwem Brissaca, potem we Francji (Bitwa pod St. Quentin w 1557) i Szkocji (w służbie Marii Stuart). Jako najemnik Królestwa Danii w czasie pierwszej wojny północnej (1563–1570) został wzięty w 1565 do szwedzkiej niewoli i został najemnikiem Królestwa Szwecji.
Brał udział w wojnie z Rosją 1572–1583 (wojna inflancka), gdzie 6 września 1581 najemna armia szwedzka pod jego dowództwem zdobyła od Rosji Narwę (w dzisiejszej Estonii). Zwycięstwo to zakończyło się rzezią ludności, w której wymordowano, często w sposób dość okrutny, około 7000 ludzi. 
4 lutego 1580 w zamku Vadstena poślubił Sofię Gyllenhielm (1556–1583), nieślubną córkę króla szwedzkiego Jana III Wazy i fińskiej szlachcianki Karin Hansdotter (fin. Kaarina Hannuntytär).
Grób jego i jego żony znajduje się w katedrze Najświętszej Marii Panny na wzgórzu Toompea w Tallinnie (Estonia).

## Dzieci
- Brita Pontusdotter De la Gardie (1581–1645)
- Johan Pontusson De la Gardie (1582–1642)
- Jacob Pontusson De la Gardie (1583–1652)